# Ilija Radović
Ilija Radović (1985. május 9. –) montenegrói labdarúgó.

## Sikerei, díjai
Videoton FC
- Magyar bajnoki ezüstérmes: 2010